# Nemei River
Nemei River är ett vattendrag i Kanada.   Det ligger i provinsen Saskatchewan, i den centrala delen av landet, 2 200 km nordväst om huvudstaden Ottawa.
I omgivningarna runt Nemei River växer i huvudsak barrskog. Trakten runt Nemei River är nära nog obefolkad, med mindre än två invånare per kvadratkilometer.